# Gruppo del Grand Combin
Il Gruppo del Grand Combin è un massiccio montuoso delle Alpi Pennine. Si trova in Svizzera (Canton Vallese).

## Caratteristiche

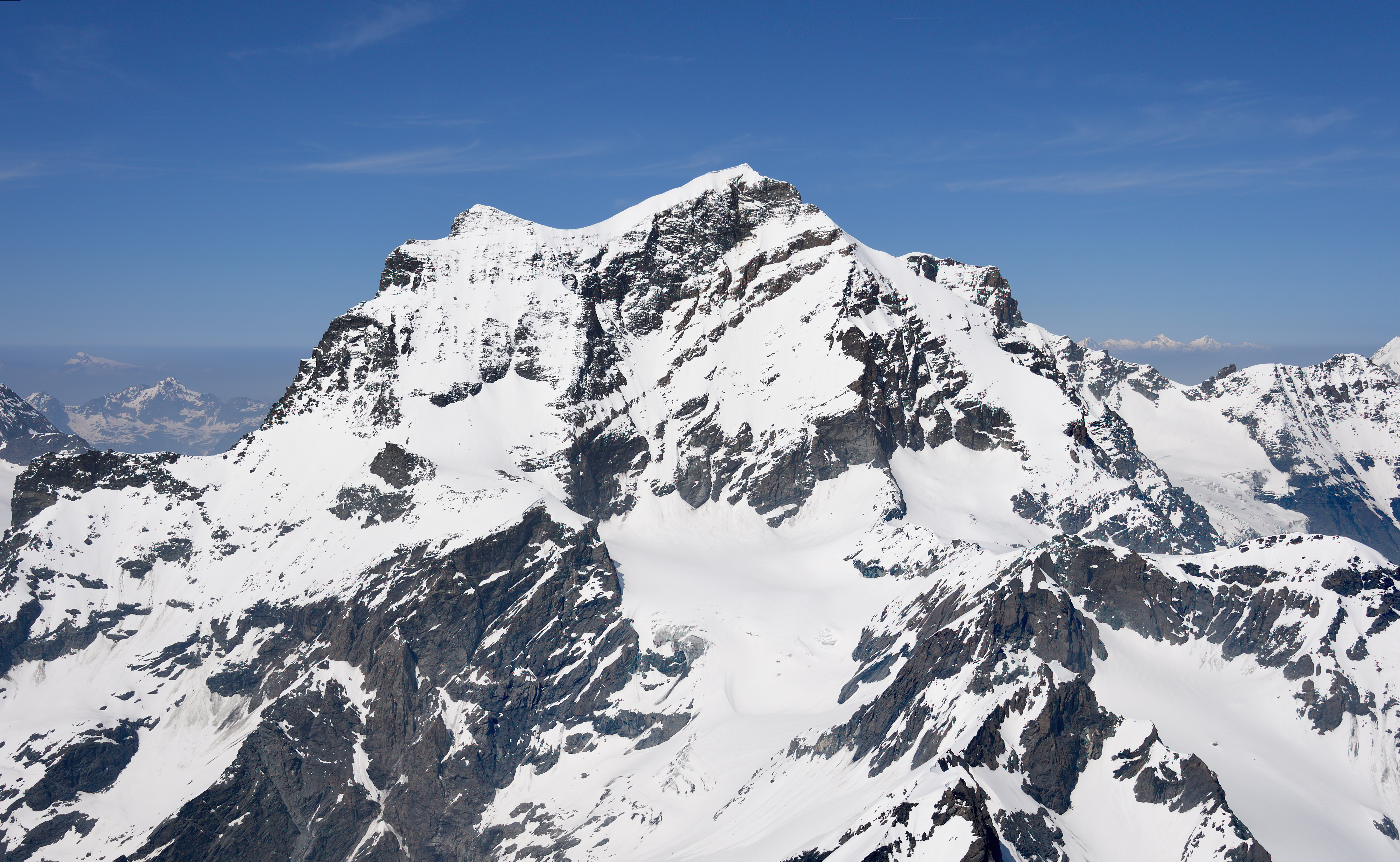
Il Grand Combin.

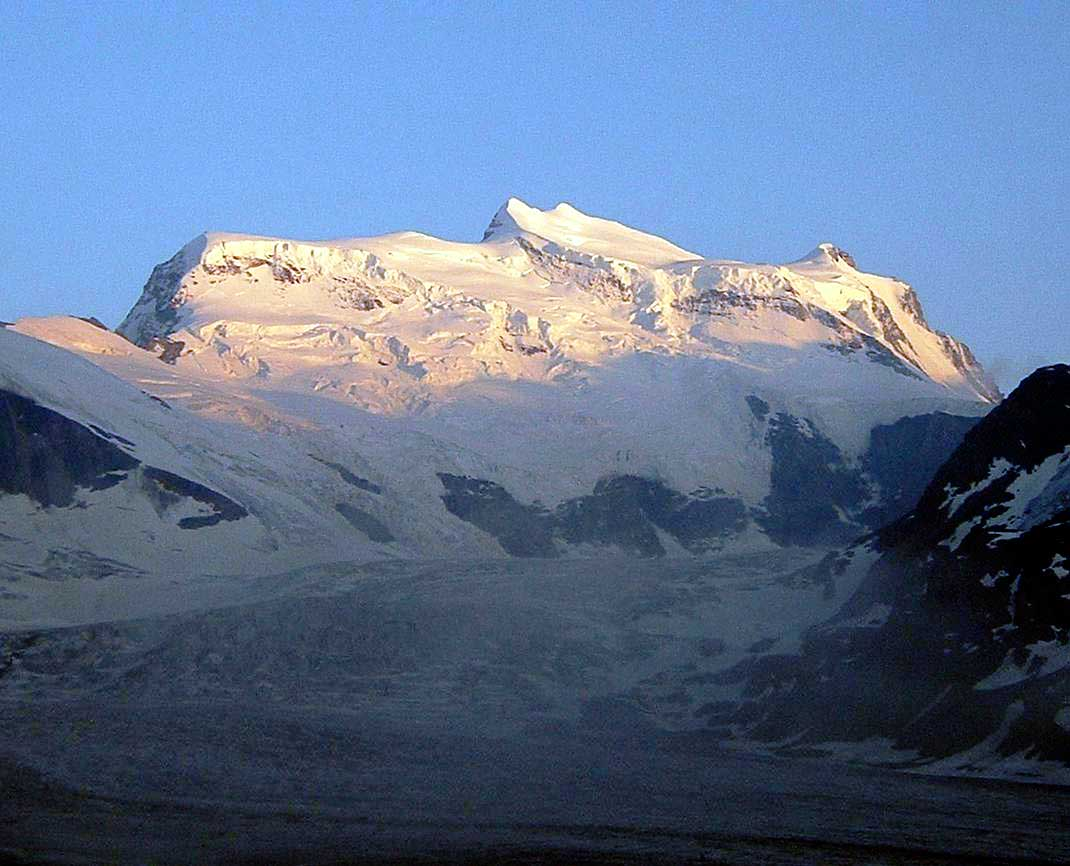
Grand Combin

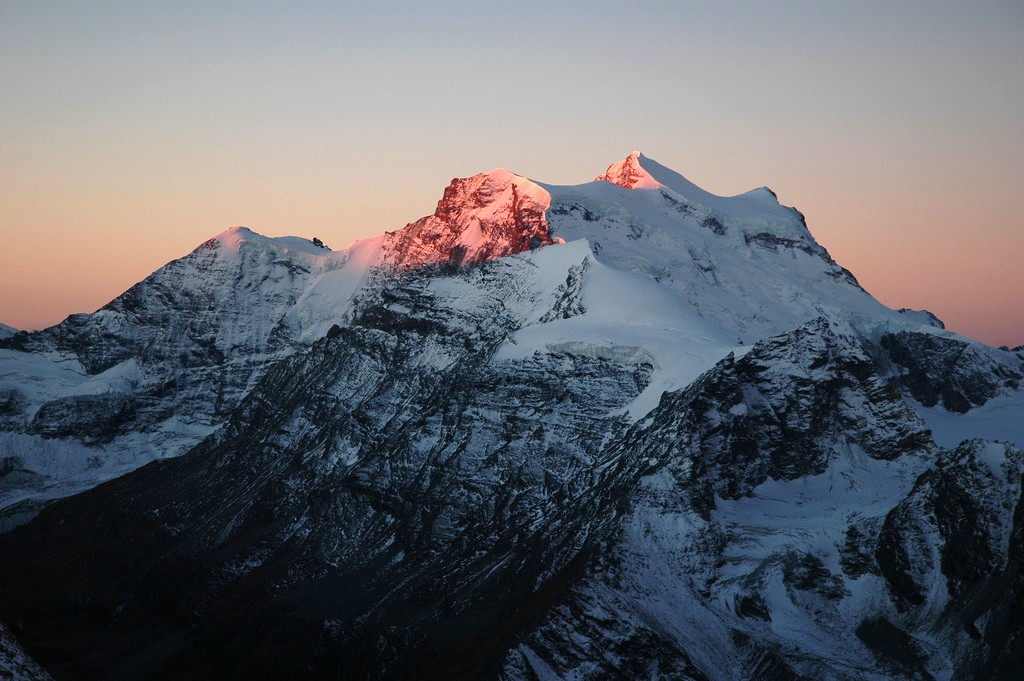
Combin de Corbassière

Prende il nome dal Grand Combin che ne è il monte principale. A sud viene delimitato dal Col du Sanadon; ad est e a nord dalla valle di Bagnes; ad ovest dalla val d'Entremont.

## Classificazione
Secondo la SOIUSA il Gruppo del Grand Combin è un gruppo alpino con la seguente classificazione:
- Grande parte = Alpi Occidentali
- Grande settore = Alpi Nord-occidentali
- Sezione = Alpi Pennine
- Sottosezione = Alpi del Grand Combin
- Supergruppo = Catena Grand Combin-Monte Vélan
- Gruppo = Gruppo del Grand Combin
- Codice = I/B-9.I-B.4

## Vette
Le vette principali del gruppo sono:
- Grand Combin de Grafeneire (Grand Combin) - 4.314 m
- Aiguille du Croissant (Grand Combin) - 4.260 m
- Grand Combin de Valsorey (Grand Combin) - 4.184 m
- Grand Combin de Tsessette (Grand Combin) - 4.141 m
- Tour de Boussine - 3.833 m
- Combin de Corbassière - 3.716 m
- Tournelon Blanc - 3.702 m
- Grande Aiguille - 3.682 m
- Combin de Boveire - 3.663 m
- Petit Combin - 3.663 m
- Combin du Meitin - 3.622 m
- L'Epée - 3.605 m
- Le Moine - 3.566 m
- Le Ritord - 3.556 m
- Petite Aiguille - 3.517 m
- Grand Tavé - 3.158 m
- Mont Rogneux - 3.084 m